# (2486) Metsähovi
(2486) Metsähovi ist ein Asteroid des Hauptgürtels, der am 22. März 1939 von dem finnischen Astronomen Yrjö Väisälä in Turku entdeckt wurde.
Der Asteroid trägt den Namen der finnischen Sternwarte Metsähovi.